# 西線14条停留場
西線14条停留場（にしせんじゅうよじょうていりゅうじょう）は、北海道札幌市中央区にある札幌市交通事業振興公社（札幌市電）山鼻西線の停留場である。停留場番号はSC08。山鼻西線の通る福住桑園通と米里行啓通の交差点（南14条西14丁目）にある。

## 歴史
- 1931年（昭和6年）11月23日 [2]路線新設に伴い「南14条」の名称で停留場開業（単線）。
- 1951年（昭和26年）10月5日 複線化。
- 1958年（昭和33年）11月15日 「西線14条」に改称。
- 2001年（平成13年）4月1日 停留場名のひらがな・ローマ字表記を「にっせん-（Nissen-）」から「にしせん-（Nishisen-）」に変更。
- 2015年（平成27年）4月1日 停留場番号を設定[3]。

## 停留場構造
2面2線の対向式。交差点を挟んで北側に内回り（西線16条方面）、南側に外回り（西線11条方面）の乗り場があり、安全地帯が設けられている。安全地帯にはロードヒーティングが施され、上屋が設置されている。

## 停留場周辺
- シオン山鼻病院・シオン山鼻北病院
- ツルハドラッグ南14条店
- マックスバリュ南15条店
- 札幌市立伏見中学校
- ストロベリーコーンズ行啓通店
- 在札幌ロシア連邦総領事館
- ジェイ・アール北海道バス（琴似営業所）「南14条西17丁目」停留所[4]
- 北都交通「南14条行啓通」停留所（休止中[5]）[6]

## 隣の停留場
札幌市交通事業振興公社
山鼻西線
西線11条停留場 (SC07) - 西線14条停留場 (SC08) - 西線16条停留場 (SC09)